# 珊瑚油桐
珊瑚油桐（学名：Jatropha podagrica），又称佛肚树、惠陽獨腳蓮，为大戟科麻疯树属下的一种植物，原生于中美洲。
- 本地治里的佛肚树
- 佛肚树的花及果实
- 佛肚树的花